# Anarchists Against the Wall

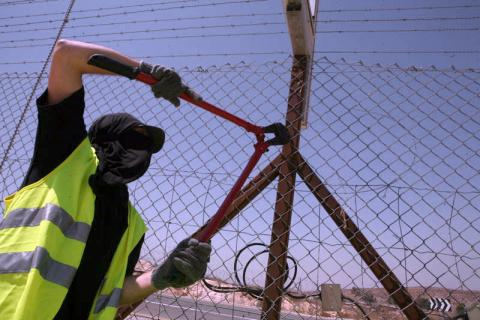
« Activistas de "Anarquistas contra el Muro" desmantelan la valla de Beit Mirsim».

Anarchists Against the Wall, abreviado como AATW o AAWALLS, en español Anarquistas Contra el Muro, también llamada "Anarquistas Contra la Cerca" o "Judíos Contra los Guetos", es una pequeña organización israelí formada por anarquistas y antiautoritarios que se oponen a la construcción de la barrera israelí de la Franja de Gaza y la de Cisjordania, llamadas por sus detractores Muro de la vergüenza. El grupo se define a sí mismo a través de una resistencia no violenta y la desobediencia civil mediante la acción directa.
AAW considera la intifada de al-Aqsa como una lucha por los derechos humanos, describiendo la barrera («el muro») como “una de las amenazas más grandes que ha conocido la población palestina durante el pasado siglo... que es hacer la vida tan aterradora para la gente palestina se les dará solo una opción: salir.”

## Filosofía
El grupo cuestiona la barrera como un "muro del apartheid" y alega que su sólo objetivo es la confiscación de las tierras y la ocupación colonizadora y, en última instancia, la separación de los territorios palestinos. Organizan acciones no violentas en contra de la construcción de la barrera y hacen hincapié en que sus acciones directas en los territorios palestinos, sean practicadas bajo la dirección de las comunidades locales. Los Anarquistas Contra el Muro se oponen categóricamente a la ocupación de la Autoridad Palestina y también rechazan cooperar activamente con las fuerzas violentas del movimiento de independencia palestina, ya que en general como anarquistas se oponen visiblemente a los nacionalismos, al fundamentalismo religioso y a las razones de Estado. Además, se subraya que no es un grupo homogéneo, pero si una colección de individuos, de acuerdo a los diferentes puntos de vista. Cada presentación está sujeta a esta limitación, en consecuencia, no hay un solo manifiesto. 
Además de sus acciones solidarias, procuran difundir las ideas libertarias entre simpatizantes, judíos, palestinos y la gente que toma contacto con ellos.
No necesariamente todos sus integrantes se autodefinen como anarquistas aunque normalmente son objetores de conciencia o antimilitaristas. Aunque AATW no establece pertenencia oficial a la organización, afirma tener alrededor de un centenar de miembros fijos activos que se coordinan con árabes palestinos y grupos judíos israelíes como el Movimiento Solidaridad Internacional.

## Historia
Los Anarquistas Contra el Muro surgen en el curso de una protesta en el campamento de Mas'ha por parte de activistas israelíes. Se formaron en abril de 2003 en la aldea cisjordana de Mas'ha, donde los activistas se agruparon para crear un campo de protesta. El campo duró 4 meses, tiempo en el que fue visitado por extranjeros e israelíes. AATW comenzó a coordinar acciones anti-muro en Salem, Anin, y Zabube. Aunque en origen las acciones de boicot al muro fueron cambiando de nombre, en diciembre de 2003 los soldados israelíes dispararon en ambas piernas y a corta distancia a Gil Na'amati, un activista también israelí. La publicidad que recibió este hecho fijó definitivamente el nombre del grupo con el nombre elegido para aquella acción: Anarquistas Contra el Muro.
A partir de ese momento, la actividad de Anarquistas Contra el Muro se intensifica con manifestaciones casi a diario en sectores de la ciudad de Tel Aviv, en Israel, también con la concentración de unas pocas decenas de israelíes en diferentes zonas de Cisjordania, en particular en las aldeas de Bil'in (donde han logrado cambiar el curso de la valla), al oeste de Ramallah, Al-Ma'asara Y Ertas, al sur de Belén y de Beit Ummar, al norte de Hebrón. Esta movilización es considerada importante por los anarquistas, ya que el ejército israelí confesiesa modificar sus directrices, cuando sospecha de algún israelí en una manifestación.

## Formas de acción

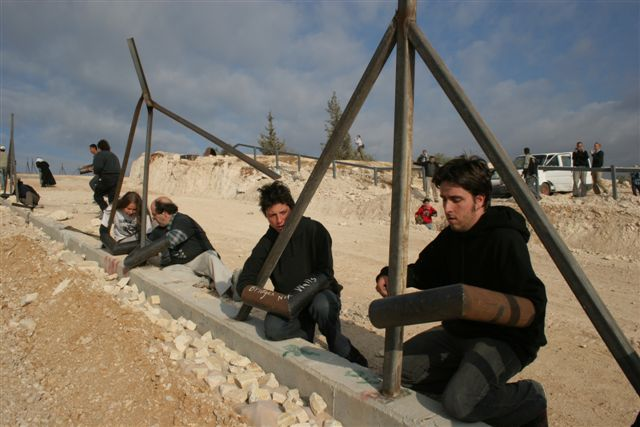
Acción de AAWALLS.

Hasta la fecha, los Anarquistas Contra el Muro utilizan una serie de diferentes formas de acción para llamar la atención. A menudo son locales que participan en las manifestaciones palestinas. Además, los trabajos de construcción de resistencia han sido con frecuencia a través de bloqueos o cortadas de la segmentos de la valla. El 26 de diciembre de 2003, durante el curso de una manifestación de AATW cerca de la aldea de Mas'ha, el Ejército de Defensa de Israel disparó e hirió a Gil Na'amati, un anarquista y exintegrante de las brigadas paracaidistas del ejército. Los tiros fueron efectuados luego de que los manifestantes cortaron una sección de la barrera haciendo una protesta simbólica, los soldados nunca dieron un aviso de que estaban por disparar sus armas. En agosto de 2004, en cooperación con residentes palestinos de Cisjordania, miembros de AAW irrumpieron a través de la barrera durante una marcha desde Yenín a Jerusalén. 
En febrero de 2006, Matan Cohen, un joven participante de AATW, fue herido con balas de goma por soldados israelíes durante una manifestación en la aldea de Beit Sira, tras ser arrojadas piedras contra las fuerzas de seguridad, resultando heridos tres soldados y oficiales de la policía de frontera y un policía que fue llevado a un hospital. Cohen, herido en el ojo izquierdo, relató a los reporteros "Lo que siento es que la sangre de los activistas de izquierda y la de los palestinos es barata". Meses antes, un soldado israelí perdió su ojo izquierdo en protestas similares luego de que le fuera arrojada una piedra por parte de los manifestantes.
Durante la guerra del Líbano de 2006, alrededor de 40 integrantes de AATW se manifestaron frente a uno de cuarteles militares del Ejército Israelí, donde fueron atacados por los militares, golpeados y arrestados 12 de los activistas. En agosto, en medio de la segunda guerra israelí en el Líbano, marcó el hasta el momento más grave daño causado a un activista israelí. Durante una manifestación contra el muro en Bil'in, un agente de la policía fronteriza israelí disparó al abogado Limor Goldstein en la cabeza con una bala de acero recubierta de goma, a una distancia de 10 a 20 metros. Disparar balas de goma desde una corta distancia está prohibido y las pruebas de video indican que el disparo fue sin provocación. Con los oficiales de la policía frontera en el lugar inicialmente negándose a proporcionar tratamiento médico para su lesión, o permitir que otros lo tratan adecuadamente, se tomó dos horas para completar la evacuación.
El 3 de febrero de 2007 fueron a las principales calles en Tel Aviv, y las cercaron con alambre de púas fronterizo. A lo largo del año 2008 algunos de sus activistas sufrieron detenciones y denuncias por parte de las autoridades israelíes a causa de sus acciones en solidaridad con los palestinos.
Durante el conflicto de la Franja de Gaza de 2008-2009, en diciembre y enero de los respectivos años se solidarizan activamente con los civiles palestinos, siendo detenidos algunos de sus militantes en una manifestación en el aeropuerto militar de Tel Aviv.

## Financiación
Los Anarquistas Contra el Muro son completamente dependientes de las donaciones privadas de individuos particulares, ya que el dinero de los Estados y de otras instituciones no se aceptan como donativos. Las donaciones son especialmente para la asistencia jurídica de los detenidos activistas necesarios para el apoyo en sus procedimientos judiciales.
Hoy, activistas de Anarquistas Contra el Muro regularmente son arrestados y condenados por su participación en la lucha contra la "barrera de separación" como la llaman. Un total de más de 60 condenas, el grupo tiene una abogada de carrera, la superior Gaby Lasky, que se compromete cobrar solo por precio nominal. Los Anarquistas Contra el Muro actualmente están endeudados por casi 40000 dólares en gastos legales y de gestión y han llamado a la solidaridad internacional, a fin de continuar interviniendo en el conflicto palestino-israelí y las acciones contra la barrera.

## Diferencias del anarquismo judío anterior
El anarquismo judío en diversas formas -secular y religiosa- ha desempeñado un papel significativo en todo el mundo en la historia del movimiento anarquista en su conjunto. Sin embargo, para la mayor parte de la historia de Israel prácticamente no existen grupos organizados de anarquistas en el país, y el presente grupo es fundamentalmente diferente en muchas maneras de estos anteriores -sobre todo en el hecho de que mientras la mayoría de los Anarquistas Contra el Muro podría describirse como étnicamente judío, conscientemente deciden no definirse a sí mismos como "anarquistas judíos".
A principios de la historia del anarquismo, diversos grupos y personas judías han actuado desde la perspectiva de ser miembros de un grupo minoritario sometidos a diversas formas de hostigamiento racista y discriminación, e incluso de genocidio sistemático, el Holocausto, y sus teorías y prácticas anarquistas se encaminaron a la emancipación de los judíos, así como de toda la humanidad.
En cambio, Anarquistas Contra el Muro se compone principalmente de jóvenes, especialmente personas veinteañeras, que han nacido en un Israel que es la potencia militar dominante en su región, con un significativo poder nuclear, y que mantiene a millones de palestinos bajo una larga ocupación militar de decenios. En su percepción, ser "judíos israelíes" significa ser miembros del grupo étnico dominante y opresivo de su sociedad y no a la posición tradicional de los judíos como personas oprimidas o perseguidas. Su teoría y práctica anarquista es, obviamente, destinada a hacer frente a tal situación.

## Enlaces
- Anarchists Against the Wall - Website oficial
- Anarquismo en Israel
- Mas'ha Camp Website
- Anarquistas Contra el Muro de Israel, documental

- Datos: Q486333
- Multimedia: Anarchists Against the Wall / Q486333